# Heiliger Georg (August Kiß)

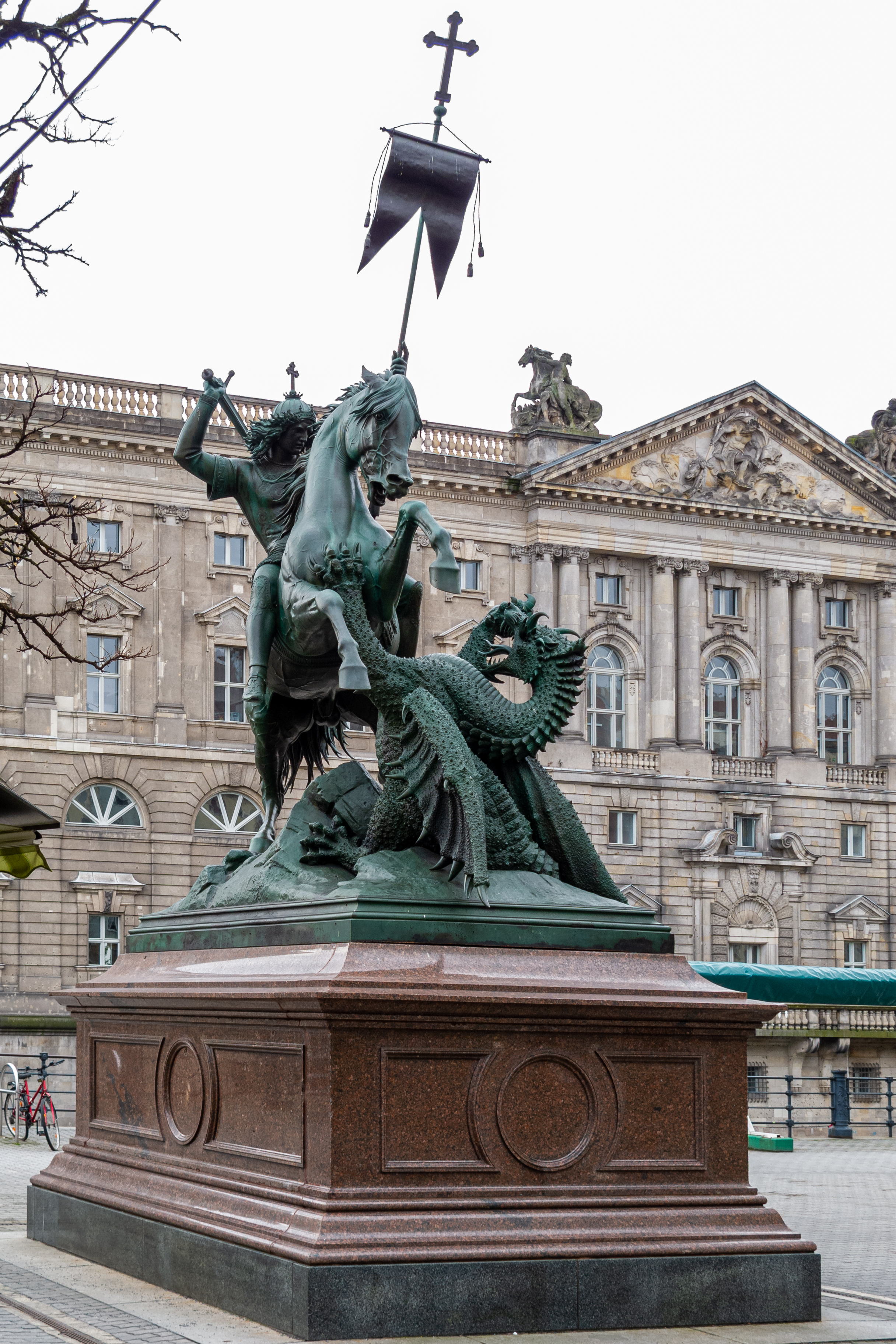
Heiliger Georg am Spreeufer im Nikolaiviertel

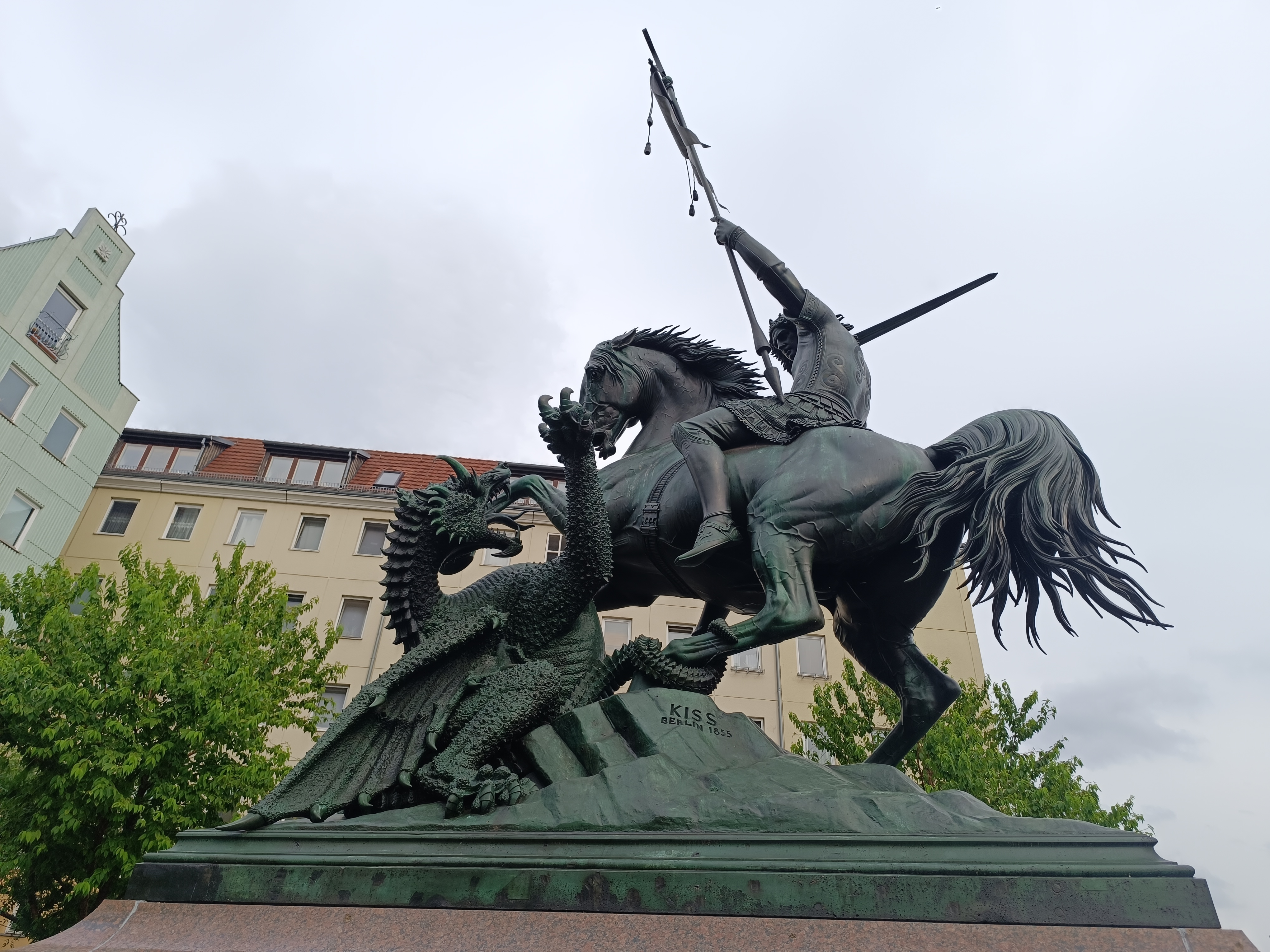
St. Georg-Denkmal von der rechten Seite aus der Froschperspektive

Der Heilige Georg ist eine Bronzeplastik am Spreeufer im Nikolaiviertel im Berliner Ortsteil Mitte. Sie wurde in den Jahren 1853 bis 1855 von August Kiß im Stil des Neobarock geschaffen und gehört zu den Meisterwerken der Berliner Bildhauerschule.

## Beschreibung
Die etwa 5,50 Meter hohe Bronzeplastik auf einem rötlichen Granitsockel stellt den heiligen Georg zu Pferde im Kampf mit einem Drachen dar. Georg trägt einen kreuzbekrönten Helm. In der rechten Hand hält er ein Schwert, mit dem er zum Hieb ausholt, in der linken als Feldzeichen einen Kreuzstab mit Banner. Der geflügelte Drache bäumt sich auf und drückt dem Pferd eine Pranke in die Brust.

## Geschichte
Der Oberschlesier August Kiß schuf die Figurengruppe ab 1853 und ließ sie mit einem eigens angefertigten Eisenbahnwaggon zur Pariser Weltausstellung 1855 transportieren, wo sie einen zweiten Preis gewann. Zuvor hatte er bereits im Auftrag Friedrich Wilhelms IV. von Preußen für den Prinzen Wilhelm den Erzengel Michael als Drachentöter modelliert, der zur Versinnbildlichung von Wilhelms Niederschlagung der Badischen Revolution im Schloss Babelsberg aufgestellt wurde. Den Heiligen Georg schenkte Kiß’ Witwe 1865 dem nunmehrigen König Wilhelm I. Bis zum Abriss des Berliner Schlosses 1950 stand die Skulptur im Eosanderhof, danach am Großen Teich im Volkspark Friedrichshain. Seit dem Wiederaufbau des Nikolaiviertels 1987 befindet sie sich am Spreeufer. 2010/2011 wurde sie für 120.000 € restauriert.

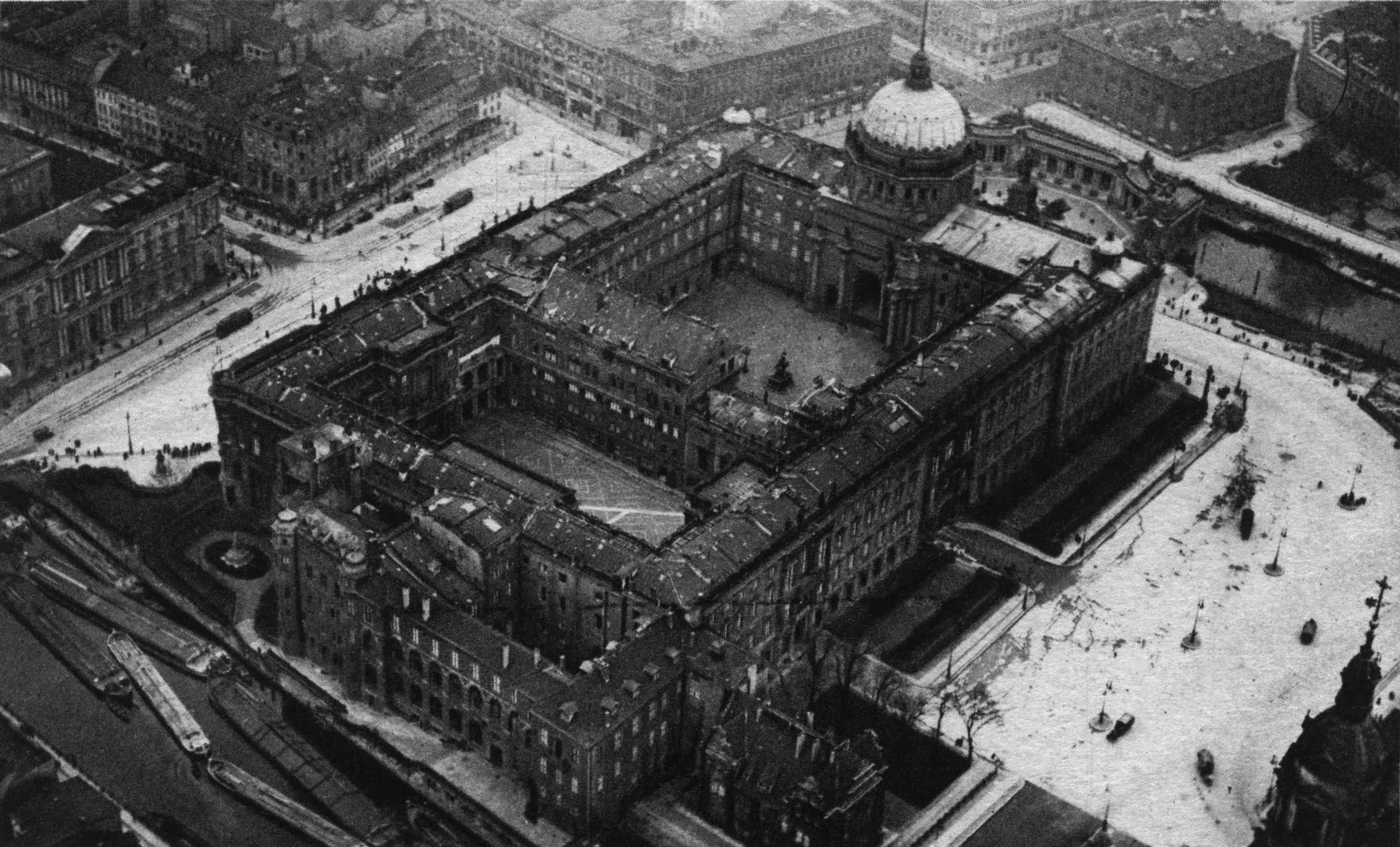
Luftaufnahme mit dem Heiligen Georg am originalen Standort im großen Schlosshof
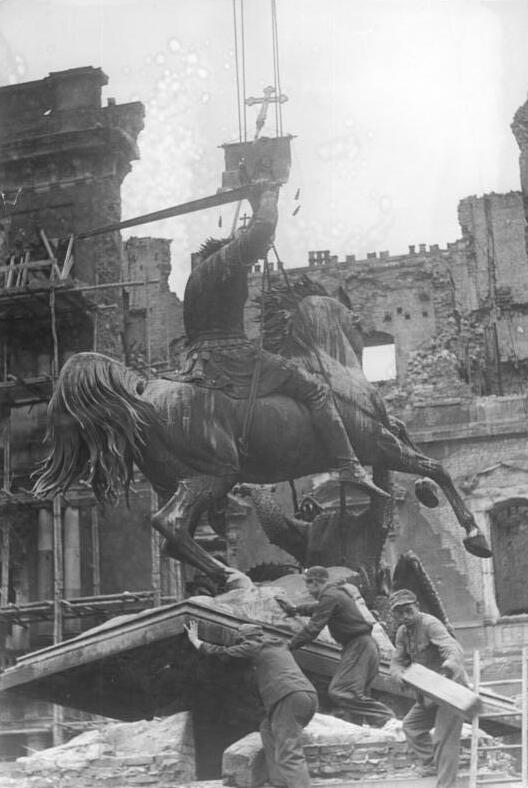
Im Eosanderhof des Berliner Schlosses (1950)
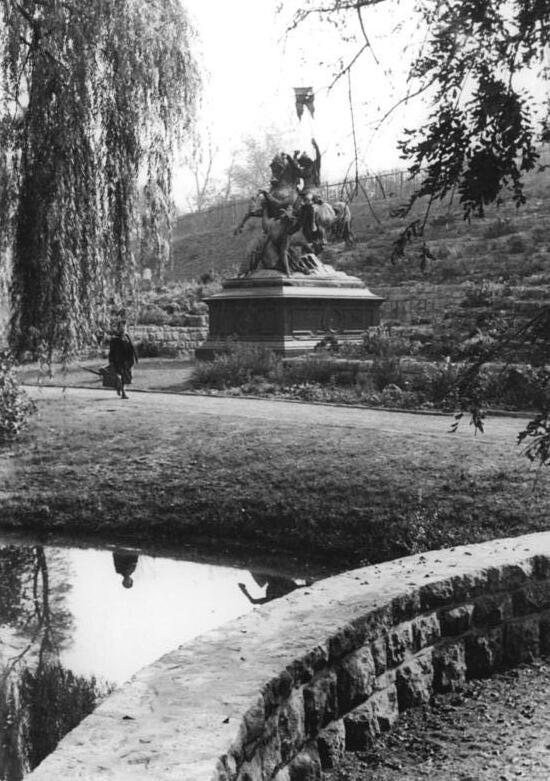
Am Großen Teich im Volkspark Friedrichshain (1953)
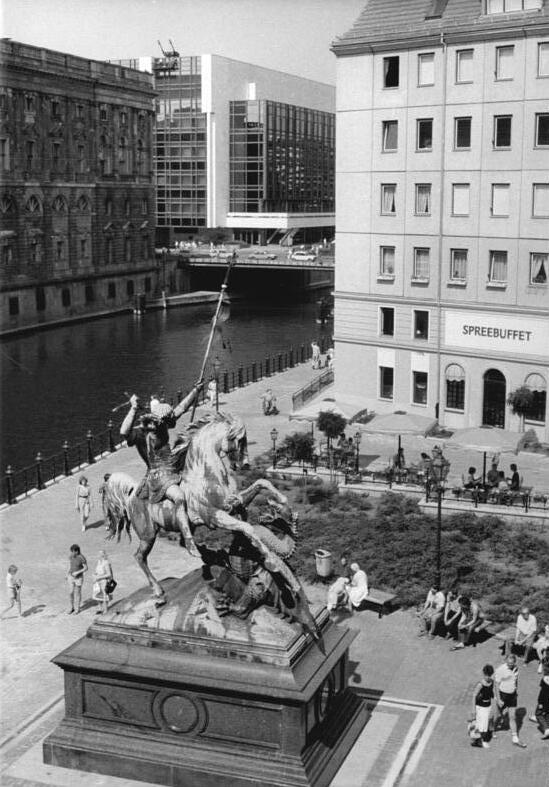
Am Spreeufer im Nikolaiviertel (1988)
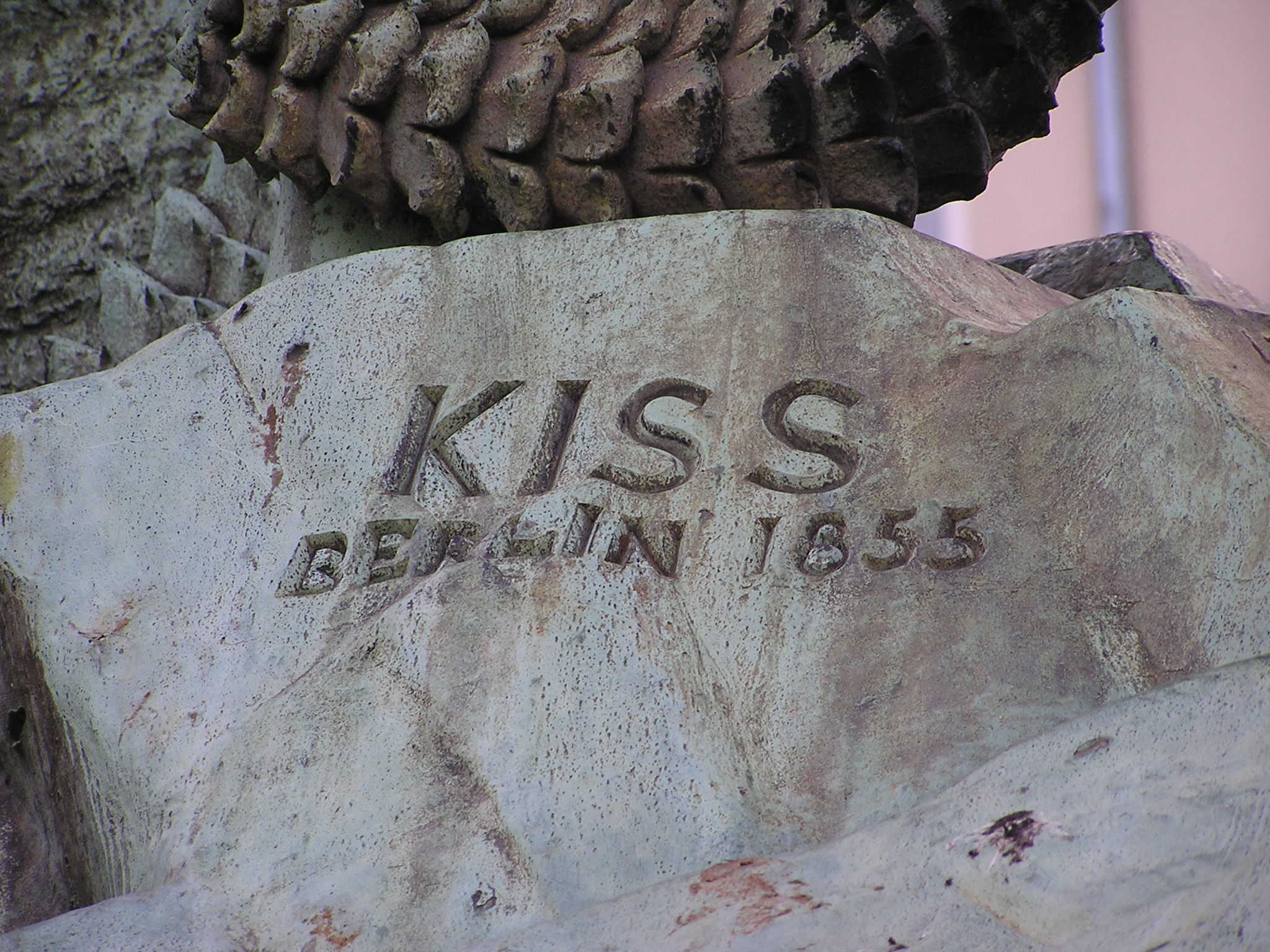
Signatur und Jahreszahl 1855 an der Skulptur